# Lac Helen (comté de Tuolumne)
Pour les articles homonymes, voir Lac Helen.
Le lac Helen (en anglais : Helen Lake) est un lac américain dans le comté de Tuolumne, en Californie. Il est situé à 3 336 mètres d'altitude au sein de la Yosemite Wilderness, dans le parc national de Yosemite.